# Éxodo del Mariel
El éxodo del Mariel fue un movimiento en masa de cubanos, quienes partieron del puerto Mariel, en Cuba, hacia los Estados Unidos entre el 15 de abril de 1980 y el 31 de octubre de 1980. A los inmigrantes o miembros de este éxodo se les conoce como los “marielitos”.
El origen de este éxodo está en el asalto a la embajada del Perú por parte de un grupo de civiles cubanos en un autobús público. Su objetivo era entrar al recinto y solicitar asilo político. Durante el asalto, en un confuso incidente, el custodio de la embajada, Pedro Ortiz, recibe un disparo que le causa la muerte camino al hospital.

## Antecedentes
A finales de la década de 1970, el presidente de los Estados Unidos Jimmy Carter buscó mejorar las relaciones con Cuba. Levantó todas las restricciones a los viajes a Cuba y, en septiembre de 1977, ambos países establecieron una Sección de Intereses en la capital del otro. Sin embargo, las relaciones todavía eran tensas por las intervenciones militares de Cuba. Los dos países lucharon por llegar a un acuerdo sobre una relajación del embargo estadounidense a Cuba para permitir la exportación de una lista selecta de medicamentos a Cuba sin provocar a los oponentes políticos de Carter en el Congreso estadounidense.
Diez miembros del Congreso visitaron Cuba en diciembre de 1978, y posteriormente el gobierno cubano liberó a Frank C. Emmick, el gerente estadounidense de una empresa en Cuba a quien se le había impedido salir en 1963, acusado de ser un agente de la CIA y sentenciado a 50 años en prisión. Un grupo de 55 personas cuyos padres los trajeron de Cuba regresaron durante tres semanas en diciembre de 1978, en un raro caso en el que Cuba permitió el regreso de emigrados nacidos en Cuba. En diciembre de 1978, ambos países acordaron su frontera marítima, y al mes siguiente, estaban trabajando en un acuerdo para mejorar sus comunicaciones en el Estrecho de Florida. Estados Unidos respondió a la relajación cubana de las restricciones a la emigración permitiendo a los cubanoestadounidenses enviar hasta 500 dólares a un pariente emigrante.
En noviembre de 1978, en un suceso conocido como El Diálogo, el gobierno de Fidel Castro se reunió en La Habana con un grupo de cubanos exiliados, acordó conceder una amnistía a 3.600 presos políticos y anunció que serían liberados en el transcurso del año siguiente y se les permitiría salir de Cuba.
Caribbean Holidays comenzó a ofrecer viajes de una semana a Cuba en enero de 1978 en cooperación con Cubatur, la agencia de viajes oficial cubana. En mayo de 1979, se estaban organizando giras para que los estadounidenses participaran en la CARIFESTA en julio, con vuelos que salían de Tampa, Ciudad de México y Montreal.

## Contexto

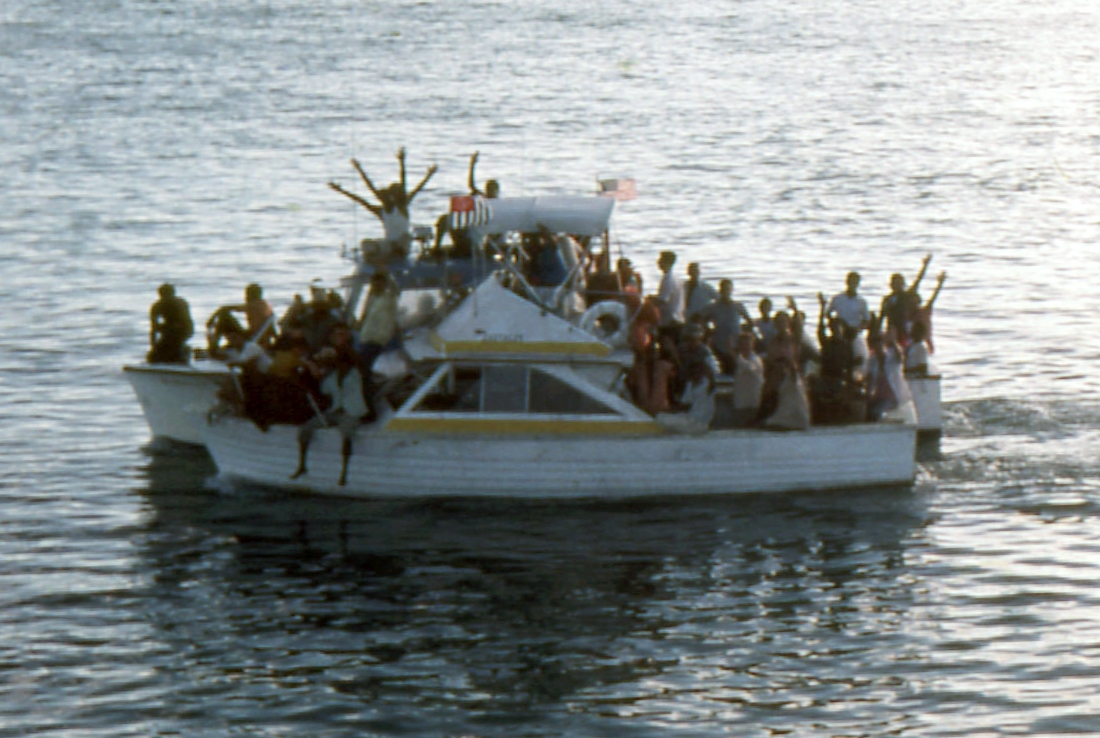
Embarcaciones cubanas abarrotadas rumbo a Estados Unidos.

En respuesta al ataque de la embajada de Perú en Cuba, el presidente cubano Fidel Castro amenaza al Perú (un país con el que mantenía relaciones tensas) con retirar la protección de la embajada si no entregan a los asaltantes. La embajada se niega y les concede protección diplomática. Fidel cumple su amenaza y hace público que todo el que quiera asilarse en la embajada podrá hacerlo sin represalias. La respuesta de la población desborda las previsiones del gobierno cubano, y en solo unos días, más de 10.800 cubanos se refugian en los jardines de la embajada. El presidente Castro, ante esa reacción, anunció la apertura del puerto Mariel, a unos 40 kilómetros de La Habana, para quien quisiera emigrar del país y autoriza a los exiliados en Miami que quieran recoger a sus familiares, atraquen sus embarcaciones en el puerto Mariel, al oeste de La Habana, y se lleven a todo el que quieran , de ahí que se les conozca desde entonces como los “Marielitos”.
El destino de la inmensa mayoría de los mismos fue desembarcar en Cayo Hueso e instalarse en Miami, Florida, Estados Unidos. Según datos recopilados por la Dirección de Inmigración y Extranjería, más de 125 mil cubanos salieron por el puerto Mariel (aproximadamente el 1,3 % de la población según censo de la Oficina Nacional de Estadísticas cubana, 1981), cifra que superó el éxodo de Camarioca del año 1965, en que salieron de la isla aproximadamente 5 mil ciudadanos, con igual destino.

## Problemas tras la llegada de los "marielitos"

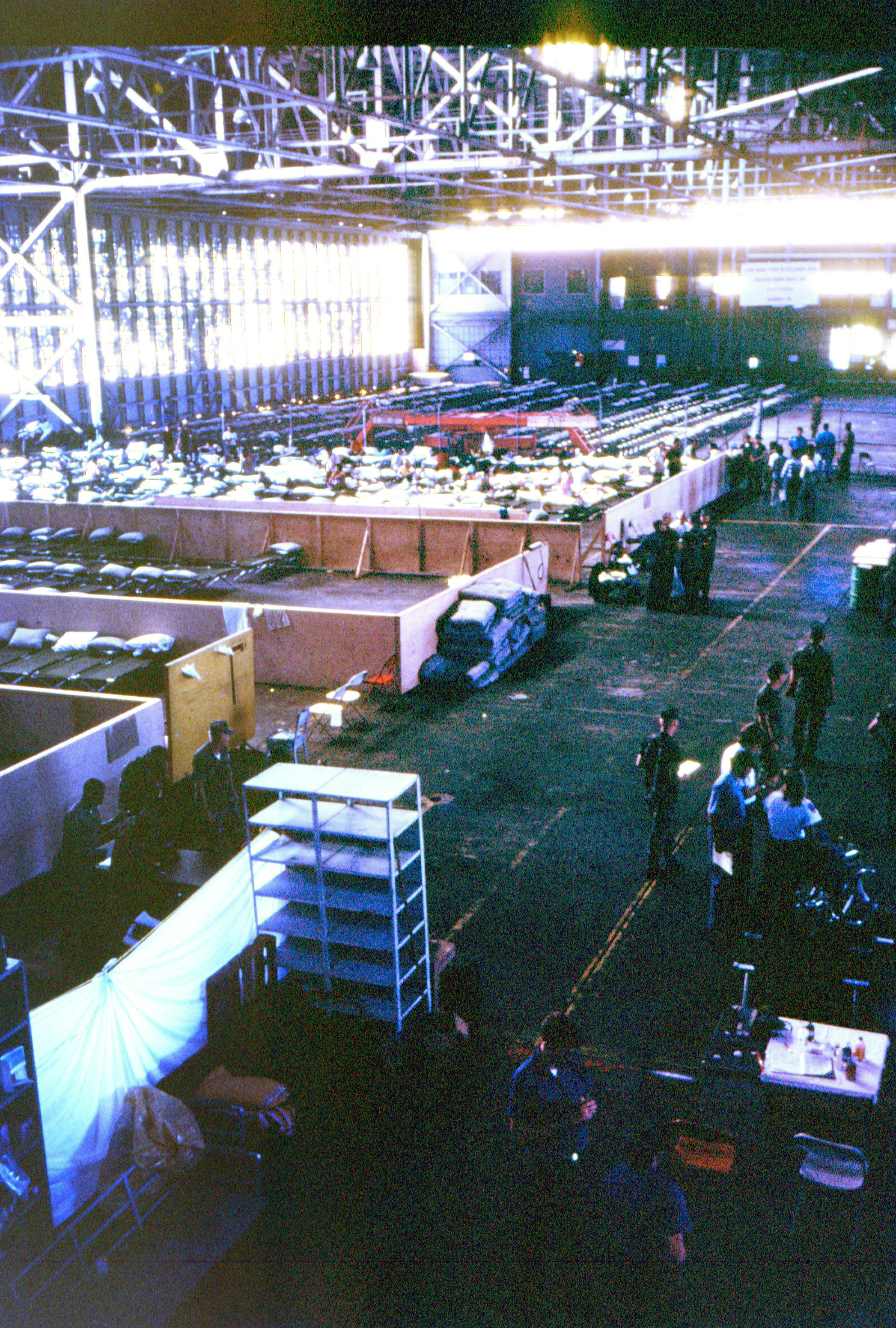
Centro de refugiados de exiliados cubanos del Mariel.

Sin embargo, debido a la ola migratoria, el gobierno cubano advirtió a los Estados Unidos que la mayoría de los disidentes eran indeseables que habían sido considerados como un "peligro para la sociedad". Esto fue considerado por la opinión pública como una ofensa, de la cual se le culpó al entonces presidente Jimmy Carter, siendo uno de los factores (aparte de la lenta recuperación económica) para su derrota en las elecciones de ese año.
El ensayista y profesor Jorge Duany, director del Instituto de Investigaciones Cubanas de la Universidad Internacional de Florida (FIU), explicó a la agencia EFE que la gran mayoría de los "marielitos" no eran "criminales" ni "escoria" social como despectivamente les llamó Fidel Castro, sino "trabajadores" que "se han integrado perfectamente a la comunidad". En el simposio "El éxodo del Mariel, 35 años después: Impacto en Estados Unidos y Cuba", organizado por la FIU en 2015, el experto recalcó que "hubo una serie de estereotipos, se hablaba de antisociales, prostitutas, homosexuales y retrasados mentales. La prensa exageró".

### Reacción en Estados Unidos
Inicialmente, la administración Carter tuvo una política de brazos abiertos en lo que respecta a los cubanos inmigrantes. A estos cubanos se les concedió de inmediato la condición de refugiado y todos los derechos asociados. Además, la opinión pública hacia esta oleada de cubanos refugiados fue inicialmente favorable.

### Proceso de emigración y violencia

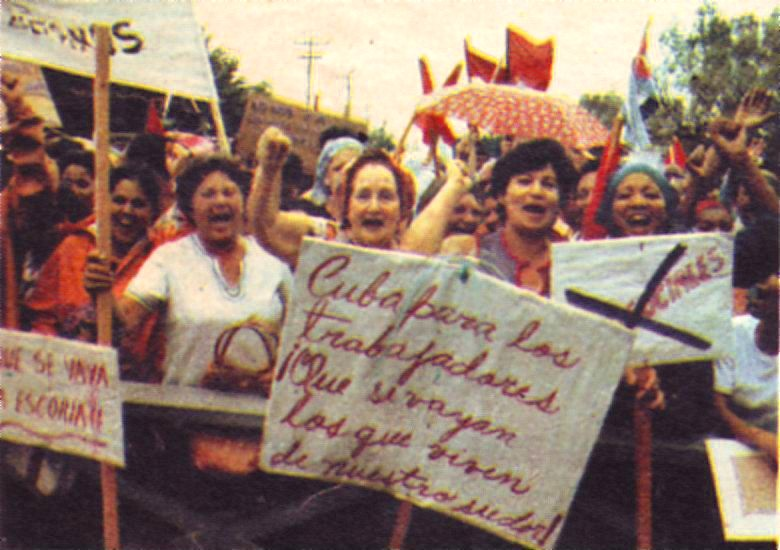
Manifestación en Cuba en apoyo al gobierno de Fidel Castro.

El gobierno cubano organizó actos de repudio contra quienes deseaban abandonar la isla. En ocasiones, las turbas golpeaban a sus objetivos, los obligaban a caminar con carteles acusatorios en el cuello o destrozaban sus casas.
El gobierno cubano facilitó un proceso de emigración que otorgaba privilegios especiales a quienes eran socialmente indeseables. A las personas consideradas homosexuales se les permitiría salir del país. Las autoridades se dirigieron especialmente a la salida de aquellos con comportamientos no conformes con su género. A algunos de ellos se les dio la opción entre la emigración y la cárcel, con el fin de incentivar su salida de la isla. Muchos cubanos entraban en las comisarías y declararían que habían tenido un comportamiento homosexual, fuera cierto o no, simplemente para que se les concediera permiso para salir del país.

## Cierre del puerto Mariel
El éxodo terminó oficialmente el 31 de octubre de 1980, cuando soldados cubanos ordenaron a los últimos 150 barcos en el puerto de Mariel que lo abandonaran sin pasajeros. Se calcula que unos 125 mil cubanos llegaron a Estados Unidos a través del puente marítimo Mariel-Cayo Hueso (Florida).

## Obras sobre el Éxodo del Mariel
El fenómeno sociopolítico generado por el Éxodo del Mariel ha inspirado la creación de obras de diversos géneros, desde la revista Mariel, que agrupó a notables autores como Reinaldo Arenas, Juan Abreu, Roberto Valero y Carlos Victoria, hasta películas de ficción como Amigos de Ivan Acosta, el documental En sus propias palabras realizado por Jorge Ulla y Lawrence Ott, Jr, la serie de 15 capítulos Mariel 40 años, dirigida por Luis Leonel León para Radio Televisión Martí, la canción Marielito de la agrupación mexicana Ritmo Peligroso, y el libro Voces del Mariel: Historia oral del éxodo cubano de 1980, escrito por José García, "marielito" y profesor de Florida Southern College, entre otros estudios y creaciones.

## En la cultura popular
- El éxodo del Mariel juega un papel importante en la película Scarface. El protagonista, Tony Montana (Al Pacino) llega a Florida desde Mariel y ahí levanta su imperio criminal.
- En el capítulo 18 de la 2ª temporada de Ley y Orden: acción criminal, uno de los protagonistas (el personaje Enrique Iberra), llegó a EEUU procedente de Puerto Mariel con su padre, presunto violador.